# Timár József (színművész)
Timár József (született Gerstner József; Budapest, 1902. március 7. – Budapest, 1960. október 3.) Kossuth-díjas magyar színész, érdemes és kiváló művész.

## Pályája
Gerstner József és Kotek Hermina fia. Két évet járt a Színművészeti Akadémiára 1923 és 1925 között, színészi diplomát végül nem szerzett. 1924-ben már fellépett a Nemzeti Színházban. Csathó Kálmán és Hevesi Sándor fedezte fel tehetségét, s 1925-ben szerződtették is a Nemzeti Színházhoz, amelynek 1950-ig volt tagja. 1941. december 31-étől 1943. április 28-áig nem játszhatott színpadon. 1942-ben bevonult katonának, 1944. őszi letartóztatása után december 16-án szabadult. 1945 és 1946 folyamán játszott a Népvarietében, a Művész Színházban, a Magyar Színházban, a Pódium Kabaréban, a Vígszínházban és a Fővárosi Operettszínházban. 1949. december 31-én a Magyar Színházban szavalta el a Szózatot, emiatt 1950. január 31-én felfüggesztették állásából, s eltiltották a színpadi szerepléstől. 1951-ben a miskolci Nemzeti Színházhoz szerződött, 1951 őszétől 1952-ig az Ifjúsági Színház tagja volt. 1953 és 1958 között a Madách Színház, 1959-től haláláig, 1960-ig ismét a Nemzeti Színház tagja volt.

## Színpadi szerepek
- Herczeg Ferenc: Bizánc…Ahmed khán
- Németh László: Villámfénynél…Nagy Imre körorvos
- Shakespeare: Lear király…Edgar
- Németh László: VII. Gergely…VII. Gergely
- Heltai Jenő: A néma levente…Agárdi Péter
- Csehov: Három nővér…Versinyin
- Shakespeare: Othello…Othello
- Shakespeare: Rómeó és Júlia…Mercutio
- Henrik Ibsen: Nóra…Rank
- Gorkij: Éjjeli menedékhely…Színész
- Arthur Miller: Az ügynök halála…Willy Loman
- Madách Imre: Az ember tragédiája…Péter apostol
- George Bernard Shaw: Az ördög cimborája…Burgoyne tábornok
- Thornton Wilder: Hosszú út…Antrobus
- Anna Frank: Anna Frank naplója…Otto Frank
- Németh László: Széchenyi…Széchenyi
- George Bernard Shaw: Sosem lehet tudni…Pincér
- Musset: Vagy ki, vagy be…Gróf
- Molière: Mizantróp…Alceste
- Mikszáth Kálmán: Körtvélyesi csíny…Katánghy Menyhért
- Alekszander Kron: Halott völgy…Mehti Aga főmérnök
- Tur testvérek: Villa a mellékutcában…Követségi tanácsos
- Szász Péter: Két találkozás
- Gárdonyi Géza: Egri csillagok…Dobó István
- Osztrovszkij: Farkasok és bárányok…Berkutov
- Molière: Úrhatnám polgár…Dorante zenetanár
- Kerekes János – Bródy Tamás – Mérai Tibor – Békefi István – Kellér Dezső: Palotaszálló
- Háy Gyula: Az élet hídja
- Dunajevszkij: Szabad szél…George Stan
- Csehov: Karenina Anna…Karenin
- Osztrovszkij: Erdő…Sanyarov
- Szimonov: Idegen árnyék…Okunyov
- Emőd Tamás – Török Rezső – Komjáti Károly: Ipafai lakodalom
- George Bernard Shaw: Tanner John házassága…Tanner John
- Scribe: Navarrai Margit…V. Károly
- Shakespeare: Antonius és Kleopatra…Antonius
- Hudson – Csanak Béla – Halász Rudolf: Családi szálloda
- Kemény János: Péter…Péter
- Zilahy Lajos: Szépanyám…Bikkesy Dénes
- Herczeg Ferenc: Karolina vagy egy szerencsés flótás…Pincér
- Herczeg Ferenc: Aranyborjú…Csákó I.
- Németh László: Papucshős…Holly Sebestyén
- Hermann Bahr: Koncert…Jura Ferenc
- Teleki László: Kegyenc…Petronius Maximus
- Tamási Áron: Tündöklő Jeromos…Bajna Gábor
- Shakespeare: Ahogy tetszik…Próbakő
- Szophoklész: Elektra…Oresztész
- Zilahy Lajos: Hazajáró lélek…Ágoston
- Dumas: A nők barátja…De Simrose
- Vörösmarty Mihály: Árpád ébredése…A költő
- Nyírő József: A Jézusfaragó ember…Ajnády Ferenc
- Kodolányi János: Pogány tűz…Levénta
- O’Neill: Amerikai Elektra…Orin
- Shakespeare: Julius Caesar…Cassius
- Vörösmarty Mihály: Csongor és Tünde…Fejedelem
- Szántó György: Sátoros király…IV. László
- Kállay Miklós: A roninok kincse…Juranosuké és Asano-Naganori herceg
- Katona József: Bánk bán…Ottó, később Biberach
- Zilahy Lajos: Utolsó szerep…Martin
- Móra Ferenc – Góth Sándor – Relle Pál: Ének a búzamezőkről…Szpiridinov orosz hadifogoly
- Herczeg Ferenc: A fekete lovas…Lutz császári főhadnagy
- Török Sándor: Az idegen város…Koncz Elek
- Goethe: Faust…Mefisztó
- Henrik Ibsen: Peer Gynt…Gomböntő
- Rostand: A sasfiók…Szabó
- Lengyel Menyhért: A kínai lány…Kung Ming
- Herczeg Ferenc: Éva boszorkány…Kamarás
- Csepreghy Ferenc: A sárga csikó…Bogár Imre betyár
- Henrik Ibsen: Vadkacsa…Gregers
- Madách Imre: Az ember tragédiája…Lucifer
- Shakespeare: III. Richárd…Catesby
- Max Mell: Új Passió-játék…Haramia
- Herczeg Ferenc: A fekete lovas…Első martalóc
- Bánffy Miklós: Martinovics…Sigray gróf
- Tolsztoj: Az élő holttest…Fegya
- Zilahy Lajos: A tábornok…Székely főhadnagy
- Szophoklész: Antigoné…Hírnök
- Shakespeare: Sok hűhó semmiért…Fattyúvér
- Goethe: Faust…Hírnök
- Shakespeare: A vihar…Sebastiano
- Shakespeare: A velencei kalmár…Antonio
- Vörösmarty Mihály: A fátyol titkai…Kacor vidéki úrfi
- Csepreghy Ferenc: A piros bugyelláris…Jóska kocsis
- Shakespeare: A makrancos hölgy…Hortensio
- Herczeg Ferenc: Árva László király…Országh
- Herczeg Ferenc: A három testőr…Kovács
- Herczeg Ferenc: Ocskay brigadéros…Jávorka Ádám
- Herczeg Ferenc: A híd…Grassalkovich herceg
- George Bernard Shaw: Nem lehessen tudni…Bohun
- Vörösmarty Mihály: Czillei és a Hunyadiak…A siheder Mátyás

## Filmjei
- Café Moszkva (1936) – Bernát Gazsi hadnagy
- Szenzáció (1936) – Főmérnök
- Egy lány elindul (1937) – Laci, Garáék fia
- Gyimesi vadvirág (1938) – Palánka Imre
- Nincsenek véletlenek (1939)
- Erdélyi kastély (1940) – Miniszter
- Rózsafabot (1940) – Viktor Pálos
- Sarajevo (1940) – Borisz Boronow
- Zárt tárgyalás (1940) – Szentgyörgyi Péter
- András (1941) – Richter igazgató
- Bajtársak (1942) – Latzkovits Dénes
- Éjfélre kiderül (1942) – Kállai tanácsos, betegesen féltékeny férj
- Szerelmi láz (1942) – Radnóthy Tamás
- Lejtőn (1943) – Henry Vermont, orvos
- Madách: Egy ember tragédiája (1944) – Madách Imre
- Semmelweis (1952) – Professzor Rakitansky
- A harag napja (1953) – Bartos
- Föltámadott a tenger (1953) – Windischgrätz herceg
- Rákóczi hadnagya (1953) – Dobay brigadéros
- Rokonok (1954) – Dr. Martiny
- A 9-es kórterem (1955) – Beteg
- Gázolás (1955) – Dr. Konrád Dezső
- Különös ismertetőjel (1955)
- Az eltüsszentett birodalom (1956) – Király
- Dollárpapa (1956) – Polgármester
- Gerolsteini kaland (1957) – Al’Paca
- Két vallomás (1957) – Vedres
- Cimborák – Nádi szélben (1958) – Narrátor (hang)
- Az ügynök halála (1959; TV-felvétel)

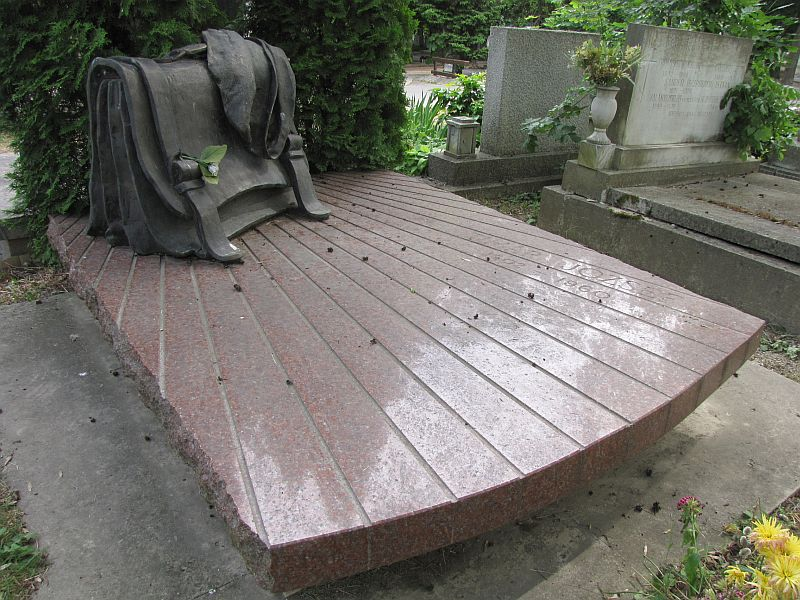
Sírja Budapesten. Farkasréti temető: 8/3-1-13/14. Kampfl József alkotása.

- Vörös tinta (1959) – Igazgató

## Szinkronszerepei
| Év   | Cím                                   | Szereplő        | Színész     | Szinkron év |
| ---- | ------------------------------------- | --------------- | ----------- | ----------- |
| 1951 | A bátrak csapata (1. magyar szinkron) | ?               | ?           | 1955        |
| 1954 | Erősebb az éjszakánál                 | N/A             | N/A         | 1955        |
| 1958 | A nyomorultak                         | Narrátor (hang) | Jean Topart | 1959        |

## Díjai, elismerései
- Farkas–Ratkó-díj (1934)
- Érdemes művész (1956)
- Kossuth-díj (1957)
- Kiváló művész (1960)